# Auxa mediofasciata
Auxa mediofasciata là một loài bọ cánh cứng trong họ Cerambycidae.